# Ignacio Beristáin
Ignacio "Nacho" Beristáin (Actopan, Veracruz; 31 de julio de 1939) es entrenador mexicano de boxeo. Miembro del Salón de la Fama del Boxeo y considerado uno de los más grandes entrenadores de la historia del boxeo.

## Biografía
Ignacio Beristáin nació en Actopan, Veracruz el 31 de julio de 1939, desde joven estuvo en el boxeo como aficionado en la división de peso mosca. Más tarde se convirtió en profesional, pero se vio obligado a retirarse prematuramente en 1959 debido a una lesión en el ojo. Después del retiro, fue mánager adjunto de Vicente Saldívar. Como entrenador en las filas de aficionados, lideró equipos de boxeo de México por la medalla en múltiples victorias en los Juegos Olímpicos de 1968, 1976 y 1980. En 1979 perdió a su esposa y su hijo más pequeño, tiene 3 hijas y un hijo y está casado.
Su primer campeón profesional fue poseedor del título en dos divisiones y Salón de la Fama Daniel Zaragoza. Él ha entrenado a varios otros boxeadores notables, entre ellos los hermanos Juan Manuel Márquez y Rafael Márquez y el miembro del Salón de la Fama Ricardo "Finito" López, Gilberto Román y Humberto "Chiquita" González,  habiéndolos entrenado a partir de sus carreras iniciales hasta la cima del ranking libra por libra. También tuvo un breve paso en el entrenamiento de Óscar de la Hoya cuando De La Hoya se enfrentó a Manny Pacquiao en diciembre de 2008. El 29 de mayo de 2014 fue internado por complicaciones de salud en un hospital al sur de la Ciudad de México y fue operado por habérsele diagnosticado un preinfarto después de un chequeo.

### Los boxeadores que entrenó
- Ricardo López, cuatro veces campeón (miembro del Salón de la fama).[11]
- Juan Manuel Márquez, cuatro veces campeón de división.[11]
- Rafael Márquez, dos veces campeón de división.[1]
- Daniel Zaragoza, cuatro veces campeón (miembro del Salón de la fama).
- Humberto González, cuatro campeón (miembro del Salón de la fama).[3]
- Victor Rabanales, campeón de peso gallo.[1]
- Óscar de la Hoya, seis veces campeón de división.[14]
- Jorge Arce,  cuatro veces campeón.[3]
- Guty Espadas, Campeón peso mosca.[3]
- Guty Espadas, Jr. Campeón peso pluma.[3]
- Alfredo Angulo, jr prospecto de peso mediano.[3]
- Enrique Sánchez, campeón peso gallo.[3]
- Gilberto Román, dos veces campeón (con 11 defensas de título).[3]
- Alejandro Davila , prospecto en peso wélter
- Jhonny González, dos veces campeón de división.[15]
- Julio César Chávez, Jr. campeón mexicano.[16]
- Melchor Cob Castro, dos veces campeón.[3]
- Rodolfo López, campeón peso pluma.[3]
- Alejandro Barrera, jr prospecto de peso mediano.[1]
- Abner Yeguas, campeón peso gallo.[3]
- Vicente Escobedo, antiguo retador del título.[3]
- Juan Carlos Salgado, dos veces campeón.[1]
- Jorge Páez, dos veces campeón.[3]

- MIguel Landon Roldan

- Luis "Muecas" Solís, campeón superligero de la FMB el 17 de febrero del 2018.

- Lester Martínez, Medalla de oro en los Juegos Centroamericanos y del Caribe y entre otros destacados triunfos.

El día sábado 6 de abril de 2019, bajo la tutela de don Nacho, Martínez derrota a Ricardo “El Matador” Mayorga en el segundo round, vía TKO.

### Salón de la fama del boxeo
En 2006, Beristáin se convirtió en miembro del Salón de la Fama del Boxeo Mundial como entrenador. Después, el 7 de diciembre de 2010, fue exaltado al Salón de la Fama del Boxeo Internacional, junto con el campeón mexicano Julio César Chávez, campeón de peso pesado Mike Tyson y el actor Sylvester Stallone